# SS Imo
El SS Imo fue un barco de vapor dedicado al transporte de pasajeros y carga, y más tarde utilizado como buque de abastecimiento ballenero. Bautizado como SS Runic para la compañía naviera White Star Line, fue comprado, vendido y rebautizado varias veces a lo largo de su carrera.

## Historial operativo
En 1917, el Imo se encontraba bajo registro noruego, alquilado por el Comité de Ayuda belga para transportar suministros a una Europa destrozada por la Primera Guerra Mundial. El 6 de diciembre, se vio implicado en una colisión en el puerto de Halifax con un barco francés que portaba municiones, el SS Mont-Blanc, y que se encontraba cargado en aquel momento con explosivos altamente volátiles. El fuego resultante a bordo del Mont Blanc causó una explosión catastrófica que arrasó el barrio de Richmond en la parte norte de la ciudad. Aunque la superestructura del Imo se vio severamente dañada por la explosión, el barco pudo ser reparado y regresó al servicio en 1918. 
Fue rebautizado como Guvernøren en 1920, pero finalmente encalló cerca de la costa de las Islas Malvinas el 30 de noviembre de 1921 y fue abandonado el 3 de diciembre.